# Ospedale di Poissy-Saint-Germain-en-Laye
Ospedale di Poissy-Saint-Germain-en-Laye, propriamente Centre hospitalier intercommunal de Poissy-Saint-Germain-en-Laye, è un centro ospedaliero nel Poissy e Saint-Germain-en-Laye, progettato nel 1997.
Collabora con l'Università di Versailles Saint Quentin en Yvelines.